# Most Mala Rijeka
Most Mala Rijeka – most kolejowy o długości 498,8 m nad doliną rzeki Mala Rijeka w Czarnogórze, w gminie stołecznej Podgorica, położony około 20 km na północ od Podgoricy. Mostem biegnie trasa linii kolejowej Belgrad-Bar.

## Dane mostu
| Nazwa mostu                | Most Mala Rijeka |
| -------------------------- | ---------------- |
| Rozpoczęcie prac           | 1969             |
| Data otwarcia              | 1973             |
| Wysokość (od lustra rzeki) | 198 m            |
| Wysokość (od ziemi)        | ok. 138 m        |
| Liczba torów kolejowych    | 1                |

## Galeria

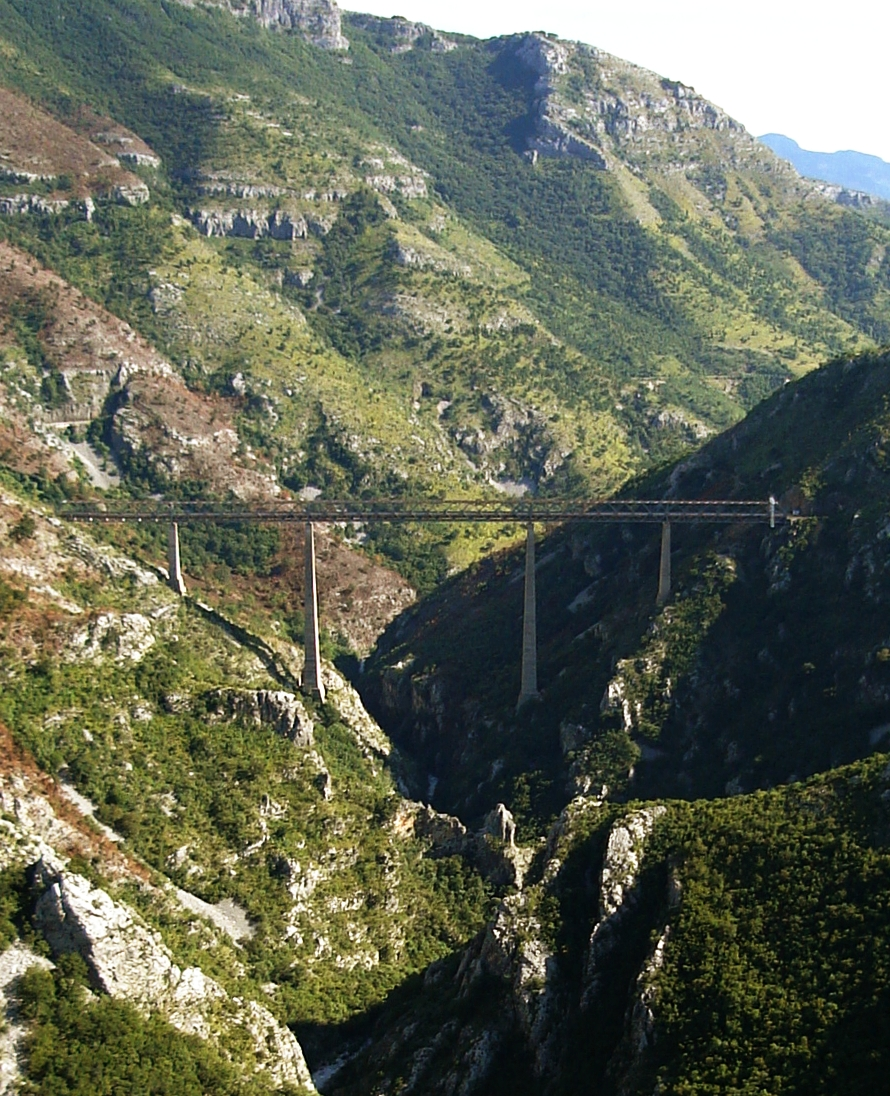
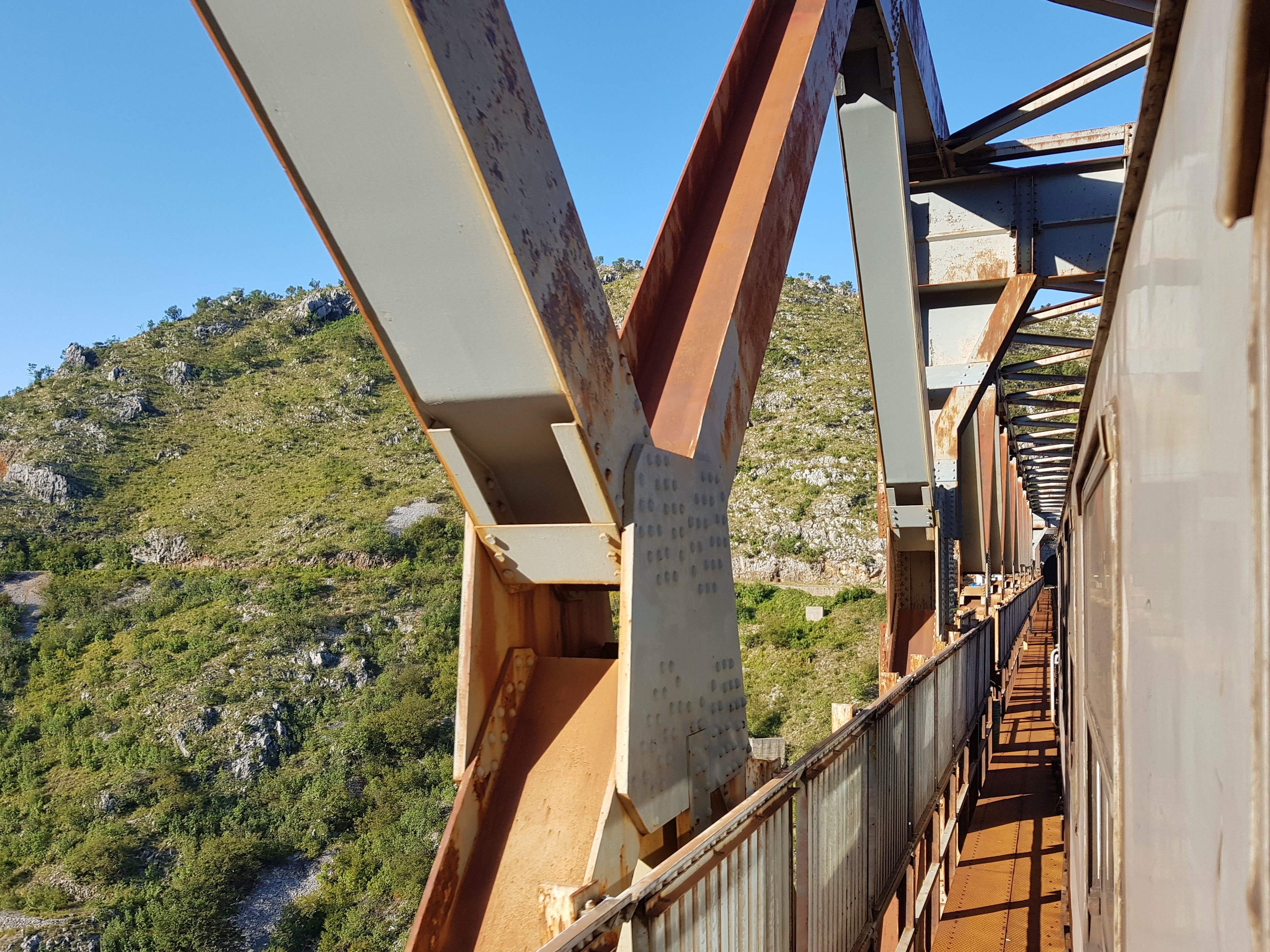
Most z okna pociągu
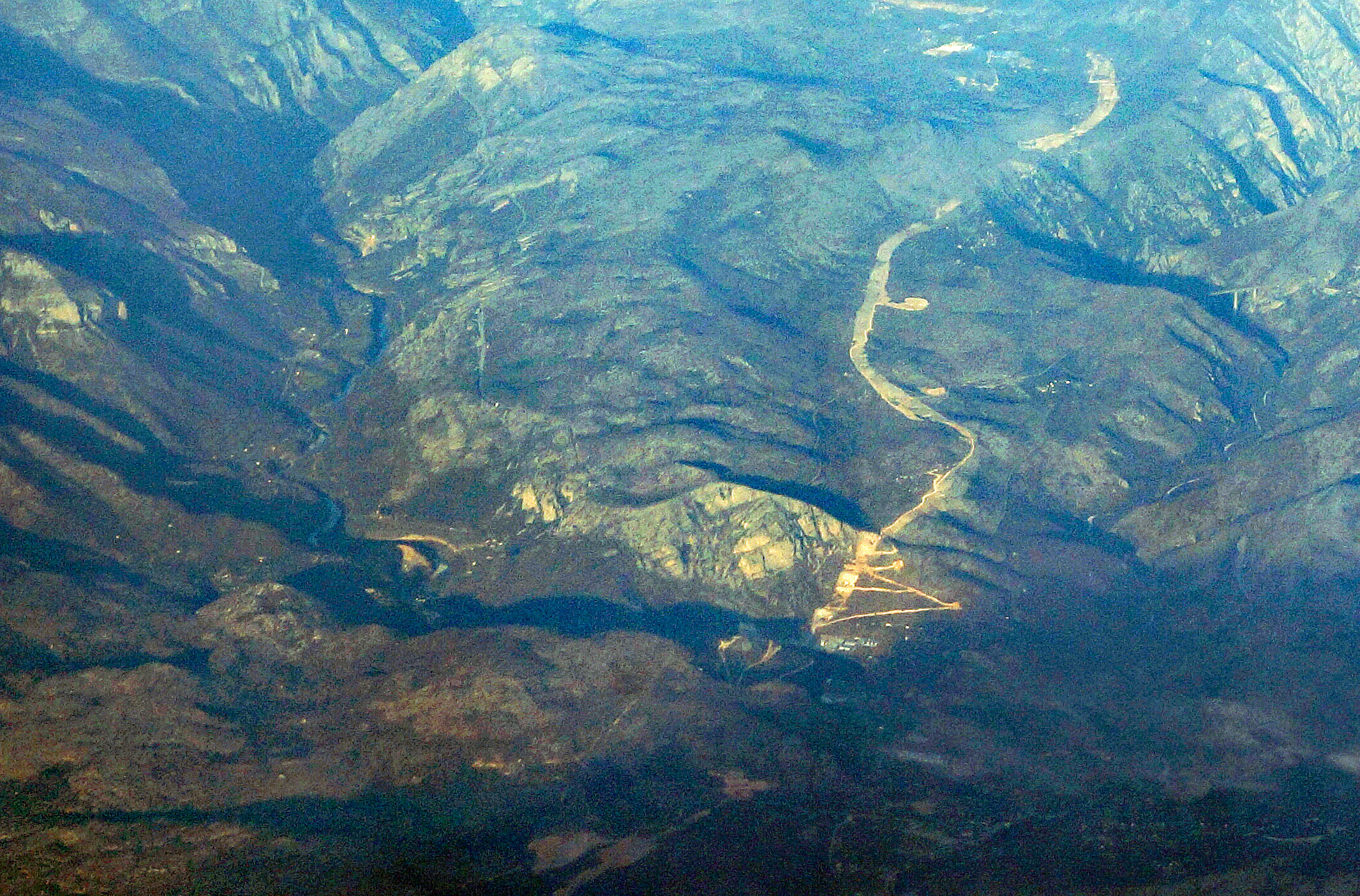
Kaniony rzek Morača i Mala Rijeka z widocznym mostem (po prawej stronie)
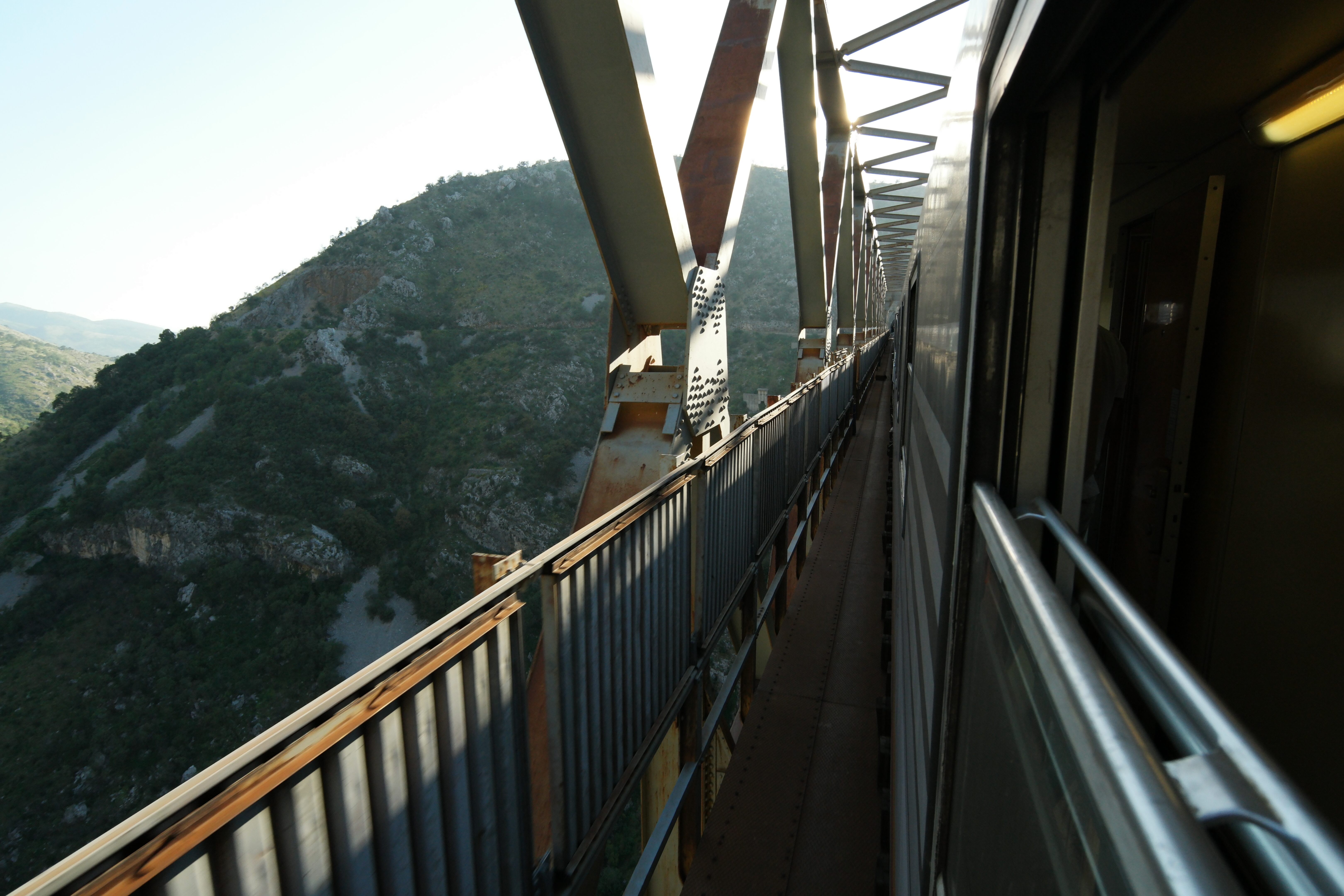
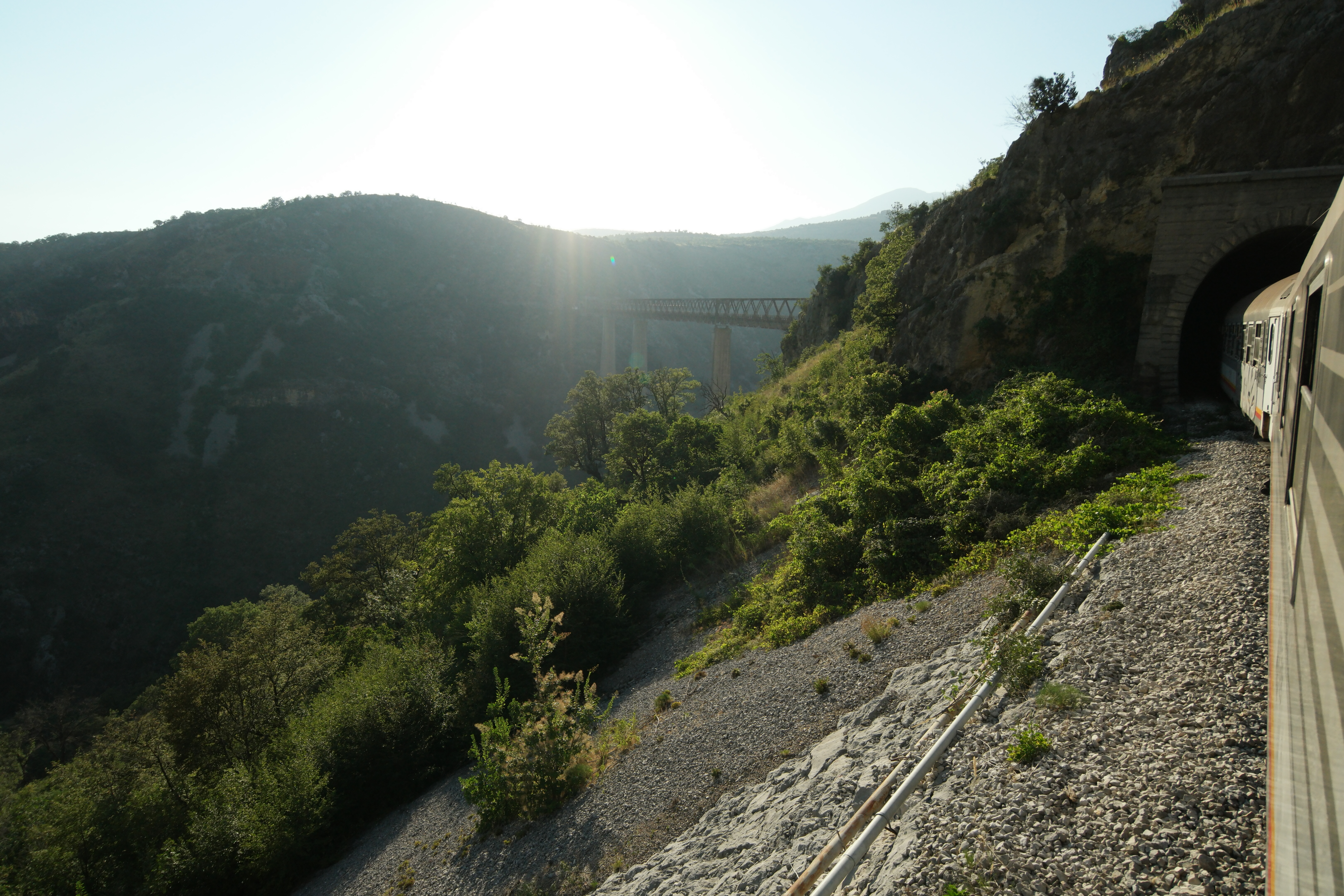